# AEGON International 2015
L' AEGON International  2015 è stato un torneo femminile, su campi in erba all'aperto. È stata la 41ª edizione del torneo. Appartiene alle categorie WTA Premier per quanto riguarda il WTA Tour 2015. Si è tenuto al Devonshire Park Lawn Tennis Club di Eastbourne, in Inghilterra, dal 22 al 27 giugno 2015.

## Partecipanti

### Teste di serie
| Nazionalità | Giocatrice           | Ranking* | Testa di serie |
| ----------- | -------------------- | -------- | -------------- |
| Rep. Ceca   | Petra Kvitová        | 2        | 1              |
| Danimarca   | Caroline Wozniacki   | 5        | 2              |
| Rep. Ceca   | Lucie Šafářová       | 6        | 3              |
| Russia      | Ekaterina Makarova   | 8        | 4              |
| Spagna      | Carla Suárez Navarro | 9        | 5              |
| Germania    | Angelique Kerber     | 10       | 6              |
| Canada      | Eugenie Bouchard     | 11       | 7              |
| Rep. Ceca   | Karolína Plíšková    | 12       | 8              |
| Polonia     | Agnieszka Radwańska  | 13       | 9              |
| Germania    | Andrea Petković      | 14       | 10             |
| Ucraina     | Elina Svitolina      | 17       | 11             |
| Stati Uniti | Madison Keys         | 18       | 12             |
| Italia      | Sara Errani          | 20       | 13             |
| Spagna      | Garbiñe Muguruza     | 21       | 14             |
| Italia      | Flavia Pennetta      | 22       | 15             |
| Australia   | Samantha Stosur      | 23       | 16             |

* Ranking del 15 giugno 2015.

### Altre partecipanti
Le giocatrici seguenti hanno ricevuto una wild-card per l'ingresso nel tabellone principale:
- Naomi Broady
- Johanna Konta
- Harriet Dart

Le giocatrici seguenti hanno superato tutti i turni di qualificazione per il tabellone principale:

- Lauren Davis
- Alexandra Dulgheru
- Marina Eraković
- Irina Falconi
- Jarmila Gajdošová
- Christina McHale
- Polona Hercog
- Magdaléna Rybáriková

Le giocatrici seguenti sono entrate in tabellone come lucky loser:
- Dar'ja Gavrilova
- Monica Niculescu

## Campionesse

### Singolare
Belinda Bencic ha sconfitto in finale  Agnieszka Radwańska con il punteggio di 6-4, 4-6, 6-0.
- È il primo titolo in carriera per la Bencic.

### Doppio
Caroline Garcia /  Katarina Srebotnik hanno battuto  Chan Yung-jan /  Zheng Jie per 7–6(5), 6-2.